# バッテンベルク (エーダー)
バッテンベルク (エーダー) (ドイツ語: Battenberg (Eder), ドイツ語発音: [ˈbatn̩bɛrk]) は、ドイツ連邦共和国ヘッセン州ヴァルデック＝フランケンベルク郡南部の市である。

## 地理

### 位置
中級中心都市バッテンベルク (エーダー) は、エーダーラント（エーダー山地）に位置しており、ザウアーラントおよびロタール山地の南辺縁部にあたる。市は海抜320 mから650 m に位置している。市内をエーダー川が流れている。市の北側の川床は、エーダークニー・アム・アウハンマー自然保護区として保護されている。

### 隣接する市町村
バッテンベルクは、北はブロムスキルヒェン、北東はアレンドルフ、南東はブルクヴァルト（以上3市町村はヴァルデック＝フランケンベルク郡）、南はミュンヒハウゼン（マールブルク＝ビーデンコプフ郡）、西はハッツフェルト（ヴァルデック＝フランケンベルク郡）およびバート・ベルレブルク（ノルトライン＝ヴェストファーレン州ジーゲン＝ヴィトゲンシュタイン郡）と境を接している。

### 市の構成
- バッテンベルク (エーダー)
- ベルクホーフェン
- ドーデナウ
- フローンハウゼン
- ライザ

## 歴史

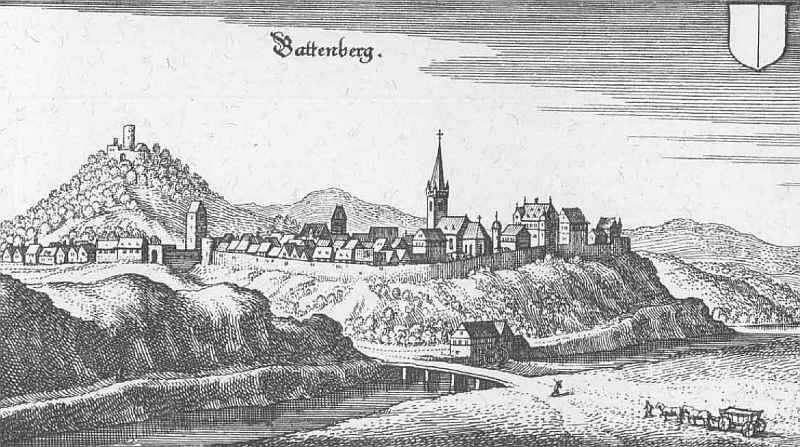
1655年に出版されたマテウス・メーリアンの銅版画に描かれたバッテンベルク

バッテンベルクおよびヴィトゲンシュタインの伯家の傍流が1214年から「バッテンベルク伯」を名乗っている。バッテンベルクは、1232年に初めて文献に記録されており、そのわずか2年後には「市」として記述されている。この街とバッテンベルク伯領（公式には「シュティッフェ伯領」）は、1238年に半分が、1296年に結局全地所がマインツ大司教領に編入された。マインツ司教領のフェーデに伴い、ヘッセン方伯に担保として提供された所領から1464年にアムト・バッテンベルクが形成された（アムトは当時の地方行政単位）。この地区は1538年頃にメアラウアー協約に基づいて、完全にヘッセン＝マールブルク方伯領となった。しかし、早くも1604年にマールブルク家断絶によりヘッセン＝カッセル方伯領となった。1624年には、このうち「ヒンターラント」と呼ばれる部分がヘッセン＝ダルムシュタット方伯領に割譲された。1821年から1832年まで、この街はいわゆるバッテンベルク行政管区の行政機関所在地であったが、1832年に新たに創設されたビーデンコプフ郡に編入された。1866年にバッテンベルクはヒンターラントを含めてプロイセンに併合された。1932年、バッテンベルクはフランケンベルク/エーダー郡の一部となった。ヘッセン州の行政改革に伴い、1974年にこのフランケンベルク郡とヴァルデック郡は、ヴァルデック＝フランケンベルク郡に統合された。

## 行政

### 議会
バッテンベルクの市議会は、31 議席からなる。

### 姉妹都市
- スノンシュ（フランス、ウール＝エ＝ロワール県）
- ロムジー（イギリス、ハンプシャー）
- リトヴィーノフ（チェコ、ウースチー州）
- ホルニー・イジェティーン（チェコ、ウースチー州）
- ローン・オプ・ザント（オランダ、北ブラバント州）

### 保護協力関係
バッテンベルクは、1954年にホルニー・イジェティーン（現在のチェコ）から追放されたズデーテン地方のドイツ人に対する保護協力を申し出ている。

### 紋章
図柄: 「黒と銀に左右二分割された盾」配色は、1296年まで領主だったバッテンベルク伯家に由来する。このバッテンベルク市の紋章は、13世紀にはすでに作成されており、ヘッセン州で最も古い市章の1つである。
特筆すべきはイギリスのマウントバッテン家である。この名前はアレクサンダー・フォン・ヘッセン＝ダルムシュタットと身分違いの結婚をしたユリア・ハウケに由来する。彼女はこの結婚で世襲のバッテンベルク侯の身分を得たのである。そのイギリス系の子孫は、1917年からマウントバッテン（バッテンベルクの英訳）を名乗っている。

## 文化と見所
シュトラーセ・アム・ブルクハイン（ブルクハイン街道）沿いの城山にあったケラーブルク城の主塔は修復され、展望台として利用されている。

## 経済と社会資本

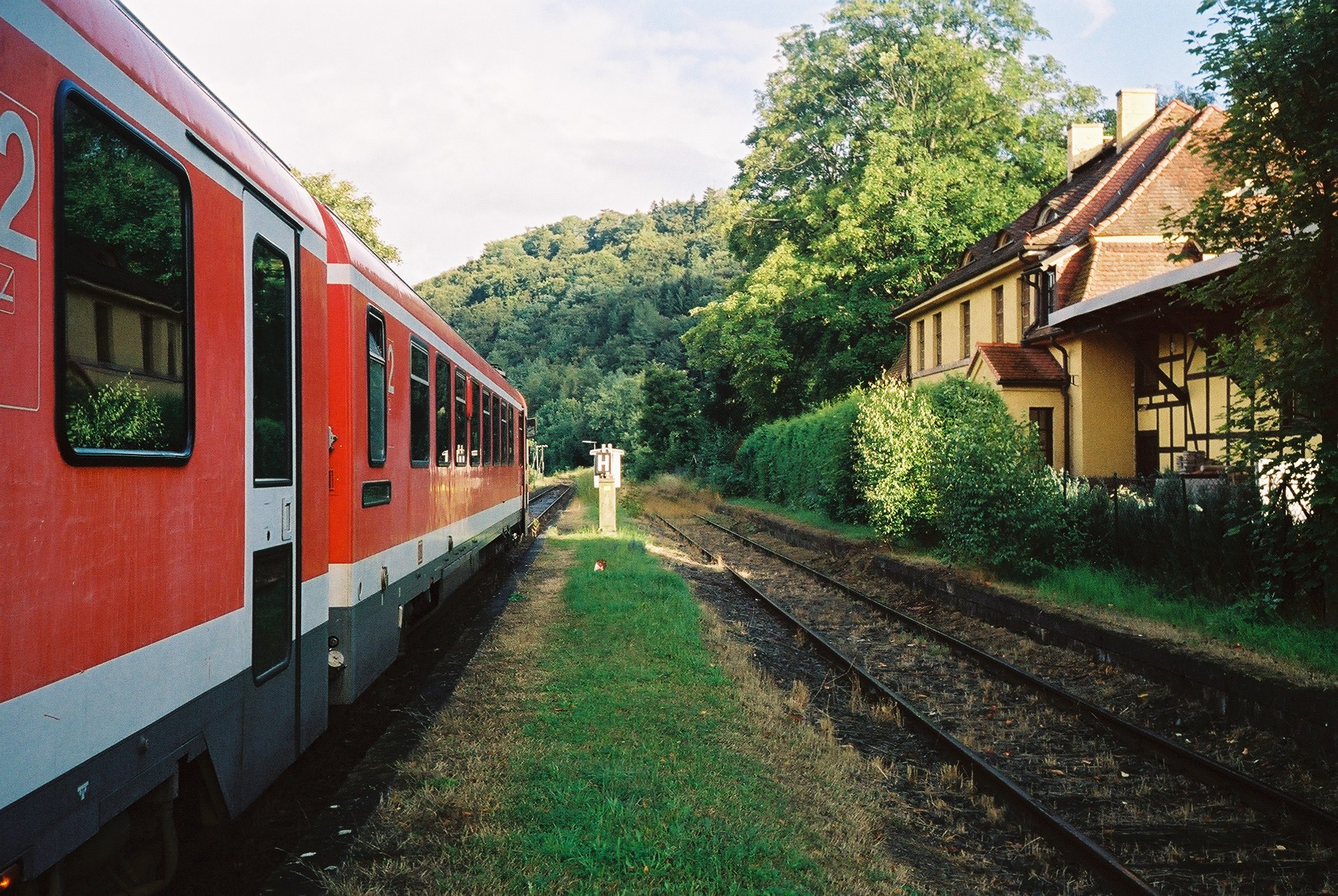
バッテンベルク駅と特別旅客列車

### 交通

#### 道路交通
バッテンベルクは、連邦道 B236号線とB253号線との交差点近くに位置している。この連邦道は、フランケンベルク、ビーデンコプフ、ヴェッター、ハレンベルクに通じている。

#### 鉄道交通
1910年に開通したオベーレ・エーダータール鉄道にベッテンベルク (エーダー) 駅が造られた。駅は、市街地からエーダー川の谷を降りた場所にあった。また、北部に位置するアウハンマー産業地区にも駅が設けられた。現在、この路線では、バッテンベルク - フランケンベルク間の貨物営業だけが行われている。旅客列車は、特別なイベントの際に運行されるのみである。

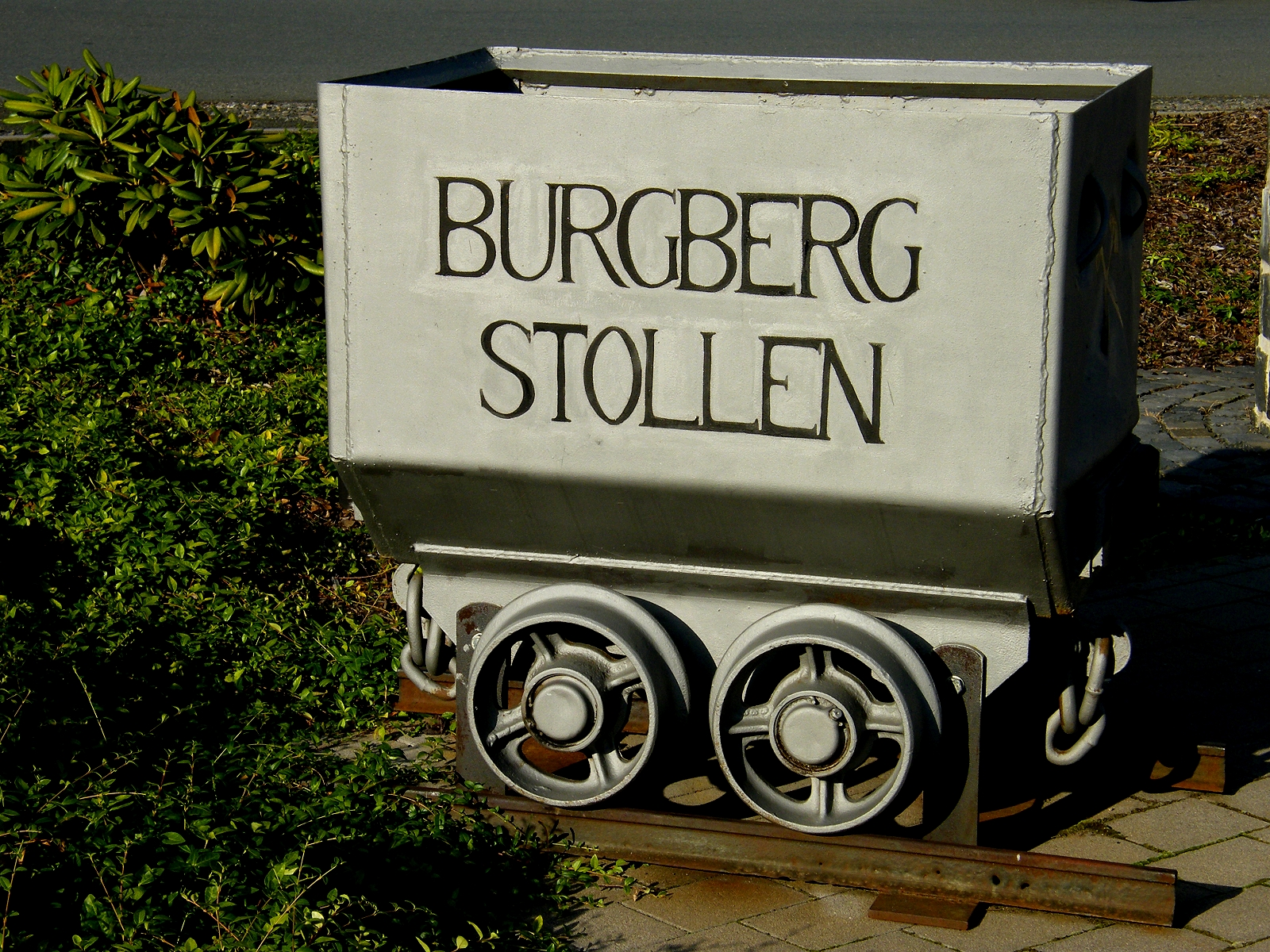
ブルクベルク坑

### ブルクベルク坑
市の中心に円錐形の山ブルクベルクがある。1839年には既にハッツフェルト出身クリスティアン・フランクがこの山でマンガン鉱を採掘する許可を得ている。1850年頃、レンナーテハウゼンの商人ベネディクト・ブルーメンタールは硬い岩盤の斜面にマンガン鉱を採掘するための横坑を掘った。1863年に彼が亡くなった後、「ブルクベルク共同鉱山会社」が採掘権を引き継いだ。1893年から採掘システムはかなり拡大され、ダイナマイトや輸送用のトロッコが用いられるようになった。しかし1900年以降マンガンの採掘は中止された。第二次世界大戦中、この採掘坑は防空壕として利用された。
2000年に観光坑道がオープンした。防塵服と安全ランプを身につけて150年以上前の横坑や立坑をガイドの説明付きで見学することができ、坑内での労働条件を体感できる。

## 人物

### 出身者
- アンドレアス・シュタインヘーフェル（1962年 - ）童話・児童文学作家、翻訳家

## 引用
1. ↑  Hessisches Statistisches Landesamt: Bevölkerung in Hessen am 31.12.2023 (Landkreise, kreisfreie Städte und Gemeinden, Einwohnerzahlen auf Grundlage des Zensus 2011)]
2. ↑  Max Mangold, ed (2005). Duden, Aussprachewörterbuch (6 ed.). Dudenverl. p. 189. ISBN 978-3-411-04066-7
3. ↑  NABU Waldeck-Frankenberg: Naturschutzgebiet Ederknie am Auhammer bei Battenberg（2012年4月7日 閲覧）
4. ↑  2011年3月27日の市議会議員選挙結果 (hsl.de)
5. ↑  観光坑道ブルクベルク坑（2012年4月8日 閲覧）